# Lars Imberg
Lars Imberg (...) è un giocatore di football americano tedesco, che gioca come defensive lineman per i Frankfurt Universe.

## Palmarès
- 1 Europeo (2014)